# Jacqueline Moreno
Jacqueline „Jackie“ Moreno (* 16. Februar 2001 in Stockholm, Schweden) ist eine schwedische Handballspielerin, die zuletzt für den französischen Zweitligisten Stella Saint-Maur Handball auflief.

## Karriere

### Im Verein
Jacqueline Moreno begann das Handballspielen beim schwedischen Verein Gustavsbergs HK, bei dem sie auf der Position Rückraum Mitte eingesetzt wurde. Mit Gustavsbergs HK gewann Moreno im Jahr 2018 die schwedische U16-Meisterschaft. Daraufhin schloss sie sich Skuru IK an. Bei Skuru wurde sie zur Außenspielerin umgeschult. Da Moreno bei Skuru nur unregelmäßig eingesetzt wurde, sammelte sie überwiegend Spielpraxis beim Kooperationspartner Nacka HK. Im Sommer 2020 schloss sie sich dem dänischen Zweitligisten SønderjyskE Håndbold an. In der Saison 2021/22 stand sie beim deutschen Bundesligisten Borussia Dortmund unter Vertrag. Nachdem Moreno anschließend vereinslos war, schloss sie sich im Oktober 2022 dem französischen Zweitligisten Stella Saint-Maur Handball an. Nachdem Moreno mit Stella Saint-Maur Handball im Jahr 2023 in die höchste französische Spielklasse aufgestiegen war, verließ sie den Verein.

### In Auswahlmannschaften
Jacqueline Moreno bestritt insgesamt 26 Länderspiele für die schwedische Jugend- und Juniorinnennationalmannschaft, in denen sie 53 Tore warf. Mit der schwedischen Auswahl belegte sie bei der U-18-Weltmeisterschaft 2018 den vierten Platz. Im Turnierverlauf erzielte Moreno 18 Treffer. Im folgenden Jahr beendete sie mit Schweden die U-19-Europameisterschaft auf dem 13. Platz.
Als nach dem Hinspiel der WM-Qualifikation 2021 gegen die Ukraine durch mehrere positive Coronafälle der komplette schwedische Kader pausieren musste, wurde kurzerhand für das Rückspiel eine neue Mannschaft zusammengestellt. Infolgedessen gab Moreno am 21. April 2021 ihr Länderspieldebüt für die schwedische Nationalmannschaft.